# Boeing 307 Stratoliner
Boeing 307 Stratoliner — американский четырёхдвигательный моноплан, поступивший в эксплуатацию в 1940 году. Stratoliner стал первым эксплуатирующимся самолётом с наддувом кабины, который позволил ему подниматься выше неблагоприятных погодных условий и горных хребтов, благодаря чему появилась возможность укорачивать маршруты. Этот самолёт стал первым, в экипаж которого вошёл бортинженер.

## История
Самолёт конструировался под руководством Уэлвуда Билла. Хвостовое оперение, двигатели, шасси и удлинённые в общей сложности на 1,07 метра крылья были взяты с предыдущей разработки — бомбардировщика Boeing B-17 Flying Fortress. Фюзеляж был полностью новым. Он имел круглое сечение для того, чтобы давление в салоне распределялась равномерно. Было разработано две комплектации пассажирского салона: «дневная» и «ночная». «Дневной» салон вмещал 33 пассажиров, а «ночной» — 16 койко-мест и 9 сидячих мест.
Первый заказ на 6 самолётов оформила авиакомпания TWA, 3 машины заказала Pan Am, девятый самолёт был продан Говарду Хьюзу.

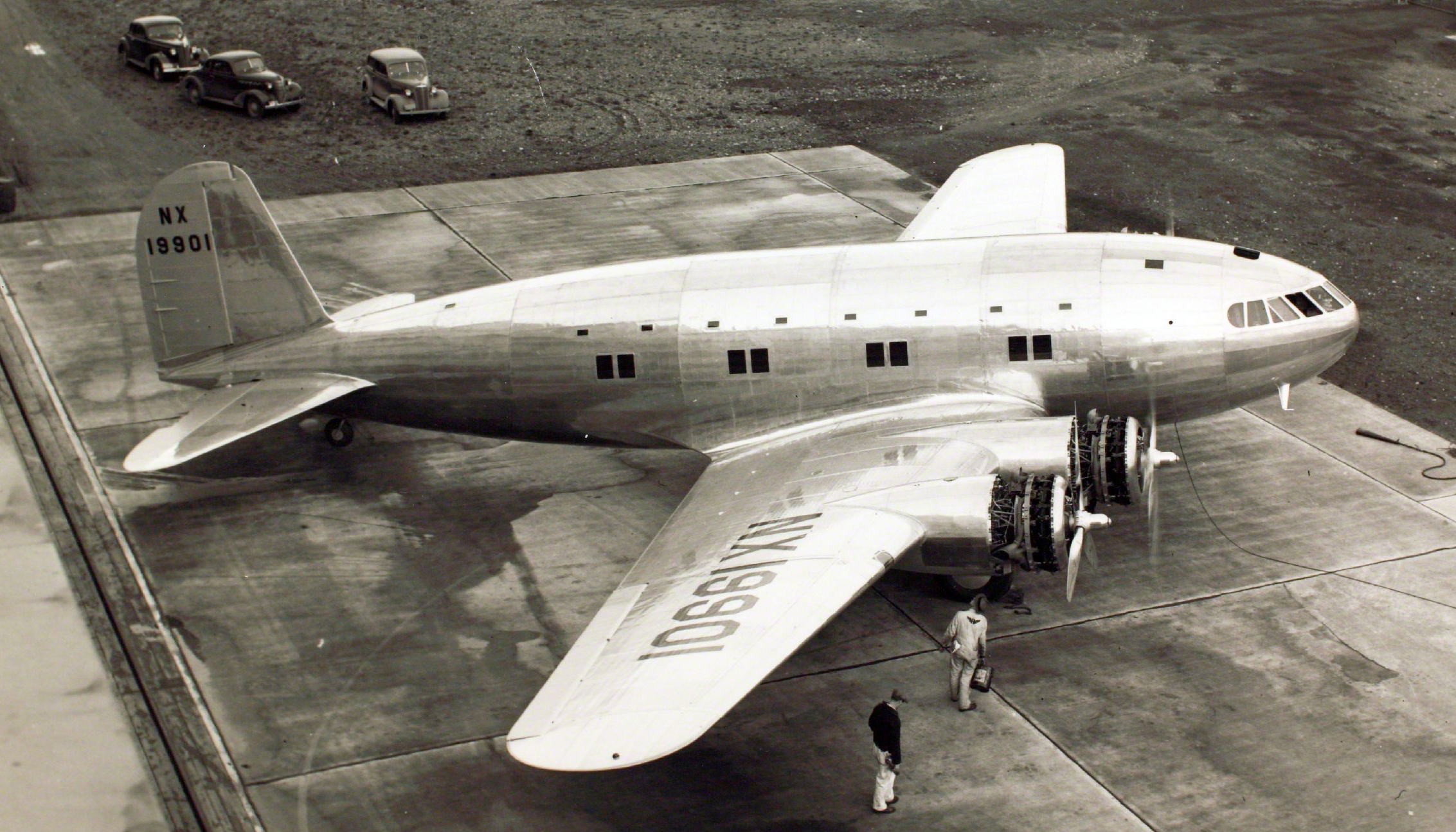
Разбившийся прототип

Прототип Boeing 307 Stratoliner первый раз поднялся в небо 31 декабря 1938 года. 18 марта 1939 года прототип потерпел катастрофу. Самолёт выполнял испытательный полёт с представителями авиакомпании KLM. После набора высоты пилоты выключили два двигателя с одной стороны. После этого самолёт свалился в штопор. Прототип разрушился в воздухе при попытке пилотов вывести его из штопора. Позаимствованные с B-17 органы управления и оперение оказались слишком маленькими и бесполезными при выведении из сваливания. Уже изготовленные самолёты были отозваны и переделаны.

## Эксплуатация

### Pan American

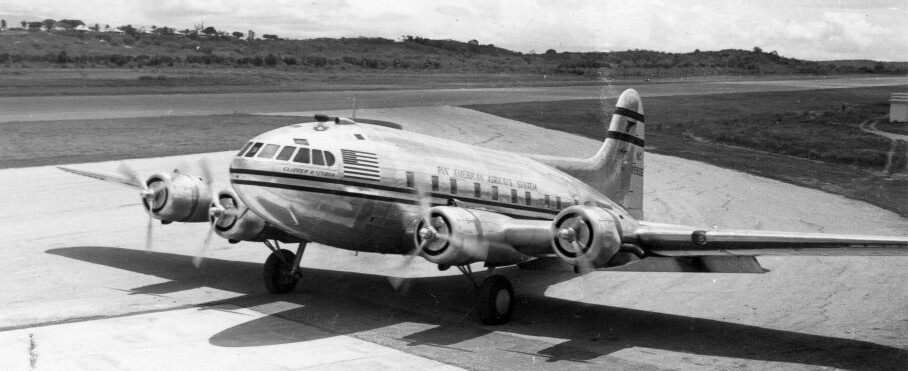
Stratoliner в Pan American

Pan American заказала 4 самолёта Boeing 307 в компоновке S-307, но получила только 3, так как четвёртым самолётом был разбившийся прототип. После катастрофы новых заказов от Pan Am не поступало. На Boeing 307 Stratoliner выполнялись рейсы из Майами в Мексику, Бразилию и на Карибские острова, а также рейсы в Латинскую Америку из Лос-Анджелеса, Нового Орлеана и Браунсвилла. Во время Второй Мировой войны самолёты использовались американскими военными в качестве транспортных, а после её окончания вернулись в Pan American, но уже в марте 1946 были заменены на Douglas DC-4. В 1948 Stratoliner были куплены компанией Airline Trading Inc.

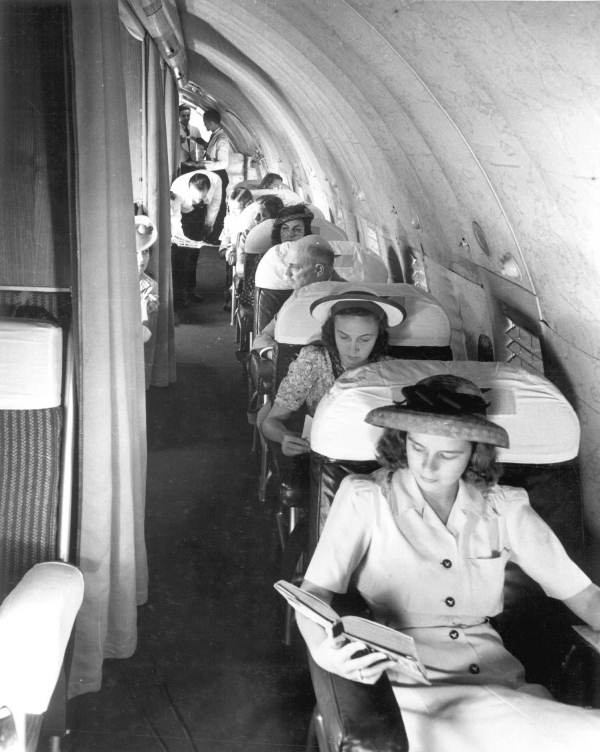
Пассажирский салон Boeing 307 компании Pan Am

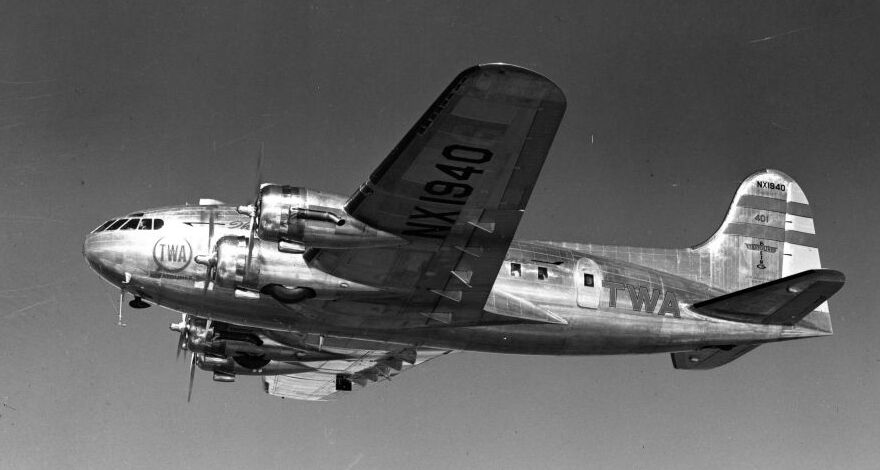
Boeing 307 в авиакомпании TWA

### Trans World Airlines
TWA получила 5 самолётов, получивших обозначение SA-307B. Они отличались от S-307, летавших в Pan American, треугольными обтекателями закрылков и укороченными мотогондолами. Эксплуатация началась 8 июля 1940. Самолёт обслуживал линию Ла Гуардия (Нью-Йорк) — Чикаго — Канзас-Сити — Альбукерке —Бёрбанк (Лос-Анджелес). Полёт длительностью 13 часов 40 минут могли позволить себе только обеспеченные люди, но спрос на него был.
24 декабря 1941 после переоборудования самолёты были переданы военным. Из самолётов убрали пять передних кресел по левому борту и систему герметизации. Дополнительно были установлены 5 топливных баков. Шасси было усилено. Такие самолёты получили обозначение C-75. C-75 стали первыми самолётами, выполнявшими регулярные трансатлантические рейсы.
В июле 1944 самолёты были возвращены Trans World Airlines и отправлены на модернизацию на завод Boeing. На самолёты были установлены более мощные двигатели, вместимость была увеличена до 38 пассажиров. Машины вернулись на линии 1 апреля 1945, но вскоре были заменены на DC-4 и Lockheed Constellation.

### Франция и Индокитай
В 1951 году самолёты TWA были проданы французской авиакомпании Aigle Azur. Ещё один Stratoliner был приобретён у Pan American. Затем самолёты были отправлены в Индокитайский филиал Aigle Azur и использовались военными. В 1955 году авиакомпания переместилась в Южный Вьетнам. Далее самолёты использовались в разных странах и переходили от одной авиакомпании к другой.

## Список эксплуатантов
Boeing 307 Stratoliner был в эксплуатации с 1940 по 1975 годы.
 США
- Admiral Airways
- Arkansas Air Freight Inc.
- Aviation Specialties Co.
- Continental Charters
- Flight Investment Corp.
- Inter-American Inc.
- Pan American World Airways
- Quaker City Airways
- Resort Airlines
- Trans World Airlines

 Гаити
- Compagnie Haitienne de Transports Aeriens

 Камбоджа
- Cambodia Air Commercial
- Royal Air Cambodge[англ.]

 Лаос
- Air Laos Transport Aerienes
- Royal Air Lao[англ.]

 Франция
- Aigle Azur
- Airnautic

 Швеция
- Swedair[англ.]

 Эквадор
- AREA

 ЮАР
- Mercury Aviation Services

 Южный Вьетнам
- Air Vietnam[англ.]

## Конструкция

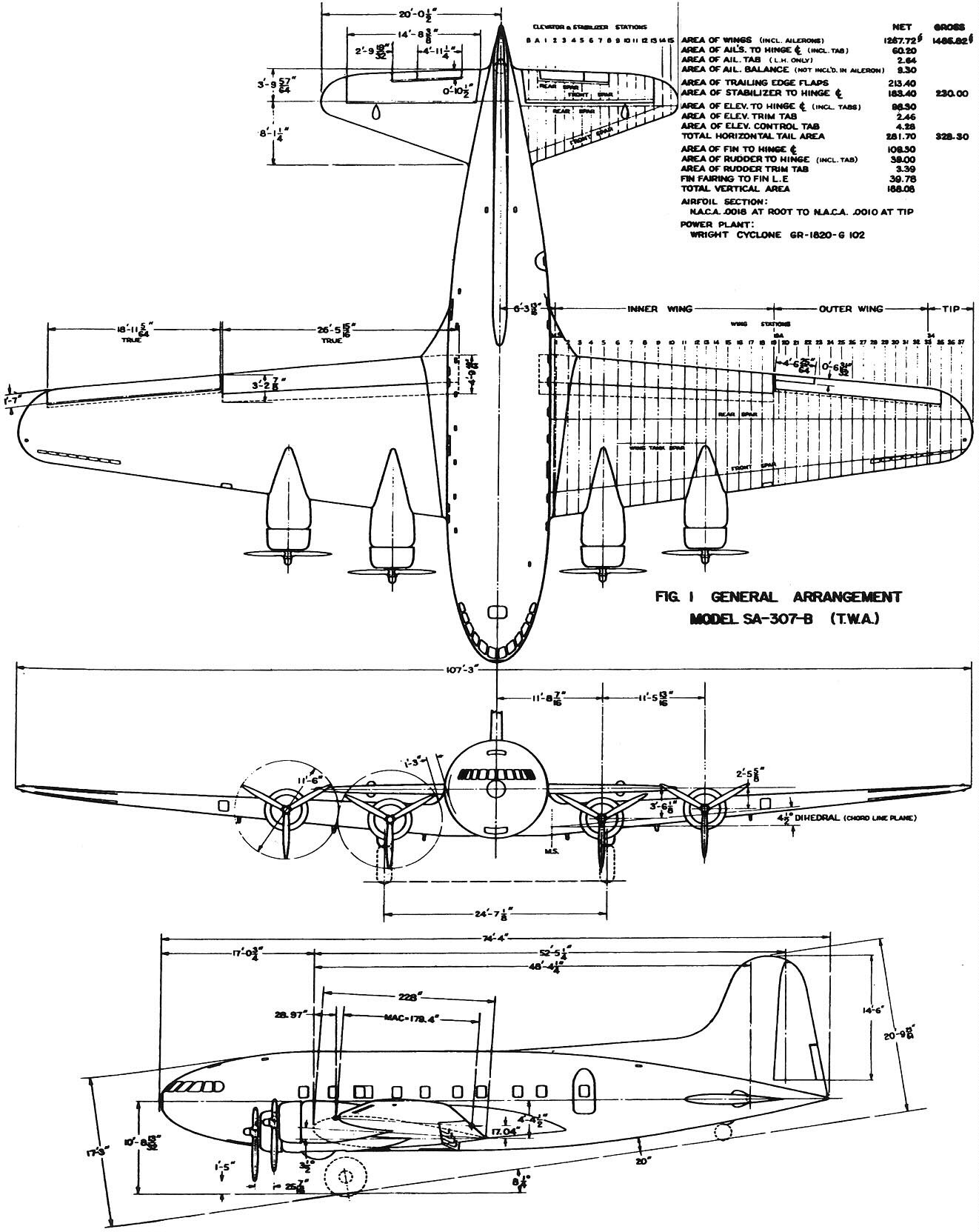
Чертёж Boeing 307 Stratoliner

Самолёт представлял из себя цельнометаллический четырёхмоторный низкоплан.
Фюзеляж круглого сечения, диаметр 3,66 метра. В носовой части располагалась кабина экипажа. Позади находился мужской туалет, затем — багажный отсек. Пассажирские кресла располагались по 4 в ряду — 3 слева и одно справа. Позади пассажирской кабины располагался женский туалет, а за ним — бортовая кухня. Негерметичная хвостовая часть отделялась гермошпангоутом.
Крыло цельнометаллическое трапециевидное. Элерон с триммером. Закрылки щелевые.
Оперение однокилевое. Рули направления и высоты с  триммерами.
Шасси двухстоечное. Убирается в гондолы двигателей. Заднее колесо убирается в фюзеляж.

## Лётно-технические характеристики
|                            |                   |
| Параметр                   | Показатель        |
| Длина, м                   | 22.66             |
| Размах крыла, м            | 32.68             |
| Высота самолёта, м         | 6.34              |
| Площадь крыла, м²          | 138.05            |
| Двигатель                  | 4 х Wright R-1820 |
| Тяга, л.с.                 | 4 х 1100          |
| Макс. скорость, км/ч       | 396               |
| Крейсерская скорость, км/ч | 354               |
| Дальность полёта, км       | 3846              |
| Максимальная высота, м     | 7985              |
| Вес пустого, кг            | 13 748            |
| Макс. взлётный вес, кг     | 19 090            |

## Потери
За время эксплуатации в авиакомпаниях было потеряно 6 экземпляров.
| Дата       | Бортовой номер | Место катастрофы | Жертвы/На борту | Краткое описание                                                                                                  |
| ---------- | -------------- | ---------------- | --------------- | --- |
| 10.05.1958 | N75385         | Орегон           | 0/2             | Из-за утечки топлива из баков в воздухе произошёл взрыв. При аварийной посадке в горах самолёт полностью выгорел. |
| 22.05.1961 | F-BHHR         | Сайгон           | 0/28            | При уходе на второй круг самолёт перевернуло и ударило о землю порывом ветра. Машина полностью разрушилась.       |
| 29.12.1962 | F-BELZ         | Аяччо            | 25/25           | Самолёт врезался в гору при подлёте к Аяччо из-за ошибок экипажа.                                                 |
| 18.10.1965 | F-BELV         | Ханой            | 13/13           | По разным данным сбит либо северовьетнамским зенитным снарядом, либо американским истребителем                    |
| 27.02.1971 | XW-PGR         | Луангпхабанг     | 0/35            | Повредил левое крыло в результате столкновения с C-47 Королевских ВВС Лаоса при посадке. Утилизирован.            |
| 27.06.1974 | XW-TFR         | Баттамбанг       | 19/39           | Отказ трёх двигателей. При аварийной посадке самолёт загорелся.                                                   |